# Taekwondo nos Jogos Pan-Americanos de 2023 - Kyorugi por equipes masculino
A competição de kyorugi por equipes masculino do taekwondo nos Jogos Pan-Americanos de 2023 foi disputado em 24 de outubro de 2023 no Centro de Esportes de Contato, localizado no cluster do Estádio Nacional. Um total de 33 taekwondistas de 11 Comitês Olímpicos Nacionais (CON) participaram do evento.

## Equipes
Cada equipe foi composta por três taekwondistas.
| CON                      | Taekwondistas       | Taekwondistas     | Taekwondistas      |
| ------------------------ | ------------------- | ----------------- | ------------------ |
| ARG Argentina            | Lucas Guzmán        | José Luis Acuña   | Agustín Alves      |
| BRA Brasil               | Edival Pontes       | Maicon de Andrade | Paulo Ricardo Melo |
| CAN Canadá               | Marc-André Bergeron | Tae-Ku Park       | Braven Park        |
| CHI Chile                | Joaquín Churchill   | Ignacio Morales   | Aarón Contreras    |
| COL Colômbia             | Davis Paz           | Miguel Trejos     | Jhon Garrido       |
| CUB Cuba                 | Ángel Fernández     | Guillermo Pérez   | Kelvin Calderón    |
| ECU Equador              | Adrián Miranda      | José Carlos Nieto | Julio César Arroyo |
| MEX México               | Uriel Gómez         | Carlos Navarro    | Bryan Salazar      |
| PUR Porto Rico           | Alejandro González  | Luis de Jesús     | Edrick Morales     |
| DOM República Dominicana | Cristofer Reyes     | Moisés Hernández  | Bernardo Pie       |
| VEN Venezuela            | Luis Álvarez        | Edgar Contreras   | Yohandri Granado   |

## Medalhistas
|  | BRA Brasil                                         |  | CHI Chile                                         |  | MEX México                               |  | ECU Equador                                         |
|  | Edival Pontes Maicon de Andrade Paulo Ricardo Melo |  | Joaquín Churchill Ignacio Morales Aarón Contreras |  | Uriel Gómez Carlos Navarro Bryan Salazar |  | Adrián Miranda José Carlos Nieto Julio César Arroyo |

## Resultados
A competição foi realizada em um único dia até a definição dos medalhistas:
|  | Oitavas de final | Oitavas de final | Oitavas de final |  |  | Quartas de final         | Quartas de final         | Quartas de final |    |            | Semifinal  | Semifinal | Semifinal |  |  | Final | Final | Final |
|  |                  |                  |                  |  |  |                          |                          |                  |    |            |            |           |           |  |  |       |       |       |
|  |                  |                  |                  |  |  |                          |                          |                  |    |            |            |           |           |  |  |       |       |       |
|  |                  |                  |                  |  |  | MEX México               | MEX México               | 61               |    |            |            |           |           |  |  |       |       |       |
|  | VEN Venezuela    | VEN Venezuela    | 82               |  |  | CAN Canadá               | CAN Canadá               | 49               |    |            |            |           |           |  |  |       |       |       |
|  | CAN Canadá       | CAN Canadá       | 85               |  |  |                          |                          |                  |    | MEX México | MEX México | 64        |           |  |  |       |       |       |
|  |                  |                  |                  |  |  |                          | CHI Chile                | CHI Chile        | 81 |            |            |           |           |  |  |       |       |       |
|  |                  |                  |                  |  |  | COL Colômbia             | COL Colômbia             | 76               |    |            |            |           |           |  |  |       |       |       |
|  |                  |                  |                  |  |  | CHI Chile                | CHI Chile                | 83               |    |            |            |           |           |  |  |       |       |       |
|  |                  |                  |                  |  |  |                          |                          |                  |    |            | CHI Chile  | CHI Chile | 16        |  |  |       |       |       |
|  |                  |                  |                  |  |  |                          | BRA Brasil               | BRA Brasil       | 48 |            |            |           |           |  |  |       |       |       |
|  |                  |                  |                  |  |  | DOM República Dominicana | DOM República Dominicana | 63               |    |            |            |           |           |  |  |       |       |       |
|  | ECU Equador      | ECU Equador      | 72               |  |  | ECU Equador              | ECU Equador              | 74               |    |            |            |           |           |  |  |       |       |       |
|  | PUR Porto Rico   | PUR Porto Rico   | 32               |  |  |                          |                          |                  |    | BRA Brasil | BRA Brasil | 67        |           |  |  |       |       |       |
|  | BRA Brasil       | BRA Brasil       | 101              |  |  |                          | ECU Equador              | ECU Equador      | 37 |            |            |           |           |  |  |       |       |       |
|  | ARG Argentina    | ARG Argentina    | 95               |  |  | BRA Brasil               | BRA Brasil               | 76               |    |            |            |           |           |  |  |       |       |       |
|  |                  |                  |                  |  |  | CUB Cuba                 | CUB Cuba                 | 70               |    |            |            |           |           |  |  |       |       |       |
|  |                  |                  |                  |  |  |                          |                          |                  |    |            |            |           |           |  |  |       |       |       |